# Jan Asplund
Johan (Jan) Gustaf Daniel Asplund, född 15 april 1917 i Stockholm, död 23 mars 1992 i Saltsjöbaden, var en svensk läkare.
Asplund, som var son till överläkare Gustaf Asplund och Karin Moberg, blev efter studentexamen i Stockholm 1935 medicine kandidat 1938, medicine licentiat 1944, medicine doktor 1952 på avhandlingen The uterine cervix and isthmus under normal and pathological conditions samt docent i obstetrik och gynekologi 1953, allt vid Karolinska institutet. Han innehade olika underläkarförordnanden 1944–1954, var biträdande överläkare vid kvinnokliniken på Sankt Eriks sjukhus 1954–1968, överläkare vid kvinnokliniken på Nacka sjukhus 1969–1982 och mödrahälsovårdsöverläkare i Stockholms län 1975–1981. 
Asplund var ledare för svenska familjeplaneringsprojektet på Ceylon 1958–1960, sekreterare i Svensk gynekologisk förening 1954–1963, Svenska gynekologförbundet 1963–1967, ordförande i Biträdande överläkares förening 1956–1958 och Stockholms läns överläkarförening 1970–1972. Han författade skrifter i histologi, röntgendiagnostik, obstetrik och gynekologi samt socialmedicin. Jan Asplund är gravsatt i minneslunden på Skogsö kyrkogård.